# 델타룬
《델타룬》(영어: Deltarune)은 미국 인디게임 개발자 토비 폭스의 롤플레잉 비디오 게임이다. 토비 폭스의 전작인 《언더테일》의 스핀오프로 여겨진다. 하지만 폭스는 "델타룬의 캐릭터와 배경이 언더테일의 세계를 떠올리게 할 수도 있지만, 그 배경은 언더테일과는 다르다."라고 밝혔다. 델타룬(Deltarune)은 언더테일(Undertale)의 철자 순서를 바꾼 것이기도 하다.
델타룬의 특이한 점은 크리스의 집에는 언더테일과 비슷해보이는 문양이 있지만 자세히 볼 경우 삼각형이 반대로 되어있는 것을 알 수 있다. 또 심판의 복도에 있는 문 위에도 같은 문양이 있는 것을 확인할 수 있다.

## 배경
델타룬은 언더테일과 다르게 괴물-인간 전쟁이 일어나지 않았고, 인간들과 괴물들이 평화롭게 살아가고 있다.
그러던 어느 날 주인공 크리스(Kris)는 수지(Susie) 와 수업 중에 분필이 없어서 알피스(Alphys) 선생님의 심부름을 하던 도중, 비품실에 들어갔더니 땅이 갈라지며 갑작스럽게도 이상한 세계로 떨어지며 모험이 시작된다.
그곳에서 자신을 어둠의 왕자(한국어 번역판에서만 왕자라고 한다.)라 칭하는 랄세이(Ralsei)와 만나게 된다. 그렇게 랄세이와 있던 도중 랜서(Lancer)와 마주하게 된다. 그렇게 첫 대면을 끝내고 그들은 성을 떠나 집으로 돌아가기 위한 모험을 떠나게 된다.

## 시놉시스
델타룬의 서사는 여러 장에 걸쳐 전개되며, 현재까지 네 장이 공개되었고 앞으로 한 장 이상이 추가로 발매될 예정이다. 언더테일의 일부 캐릭터와 요소를 공유하긴 하지만, 전혀 다른 배경 세계를 무대로 하고 있다.

### 챕터 1: 더 비키닝(The Beginning)
게임은 플레이어에게 아바타를 만들라는 음성 안내로 시작된다. 그러나 “이 세상에서 스스로를 선택할 수 있는 이는 없다”는 이유로 그 ‘그릇’은 곧 버려진다. 대신 플레이어는 어느 날 아침 학교에 늦게 도착한 인간 십대 ‘크리스’의 조종을 맡게 된다. 문제아 괴물인 반 친구 ‘수지’와 함께 팀 과제를 하게 된 크리스와 수지는, 담임 교사 ‘알피스’의 지시로 분필을 가지러 창고에 들른다. 그러나 그 창고는 두 사람을 이상한 세계, 이른바 ‘어둠의 세계’로 끌어들이게 되고, 그곳에서 어둠의 왕자 ‘랄세이’를 만나게 된다. 랄세이는 그들이 빛과 어둠의 균형을 유지하기 위해 어둠의 샘들을 봉인해야 할 운명을 지닌 영웅임을 알려준다.
랄세이의 세계 동쪽에는 새로운 어둠의 샘이 생겨났으며, 이를 지배하는 폭군 ‘왕’이 그곳을 엄격히 수호하고 있다. 수지는 랄세이의 이야기에 관심을 보이지 않고, 왕의 아들 ‘랜서’와 손잡아 크리스와 랄세이에게 맞서 싸운다. 그러나 결국 두 사람 모두 설득되어 동료가 된다.
랜서는 아버지인 왕과 대면하거나 친구들이 다치는 것을 원치 않아 크리스와 랄세이를 감옥에 가둔다. 이에 수지는 크리스와 랄세이를 구출하고 랜서와 싸우지만, 화해하여 왕을 해치지 않겠다고 약속한다. 세 사람은 왕과 마주해 싸우지만, 왕은 지쳐 쓰러진다. 랄세이가 연민으로 그를 치료하자 왕은 다시 힘을 되찾아 영웅들을 제압하고 죽이려 한다.
만약 플레이어가 이전에 적을 폭력적으로 제압하지 않았다면, 랜서는 어둠의 세계 주민인 ‘다크너’들을 이끌고 왕을 무너뜨려 감금한다. 반대로 그렇지 않으면 수지가 왕의 주의를 돌리고 랄세이가 주문으로 그를 잠재운다. 어둠의 샘을 봉인한 후, 크리스는 수지와 함께 사용되지 않는 교실에서 깨어난다. 이는 어둠의 세계가 일상적인 공간이 변형된 것임을 드러낸다. 이후 크리스는 집으로 돌아가 자신의 ‘영혼’을 꺼내 자물쇠에 잠그고 칼을 꺼내며, 눈동자가 붉게 빛난다.

### 챕터 2: 사이버 월드(A Cyber's World)
다음 날 학교가 끝난 후, 크리스와 수지는 다시 창고의 어둠 세계로 돌아가 랄세이와 재회한다. 랄세이는 크리스에게 사용되지 않는 교실에 있던 물건들을 창고로 옮겨 다크너의 본래 모습으로 복원하라고 지시한다. 이어서 크리스와 수지에게 도서관 컴퓨터실에서 반 친구 노엘과 버들리와 함께 조별 과제를 하라고 전한다. 그곳에 도착한 이들은 새로운 어둠 세계가 생겨났음을 발견하는데, 그곳은 ‘퀸’이라는 컴퓨터가 지배하고 있었다. 퀸은 버들리를 자신의 편으로 끌어들이고 노엘에게도 같은 일을 시도한다. 한편 랄세이도 어둠 세계에 나타나 동료에 합류한다.
갈림길에서 수지는 랄세이와 함께 달아나고, 크리스는 노엘과 함께 퀸의 추적을 피하도록 돕는다. 이 과정에서 크리스는 ‘스팸톤’이라는 광기에 사로잡힌 스팸봇을 만나게 되는데, 그는 자신의 ‘영혼’을 빼앗아 ‘자유’를 얻고자 한다. 선택적인 사이드 퀘스트를 통해 크리스는 스팸톤이 스스로를 업그레이드하여 최강의 적 ‘스팸톤 NEO’가 되도록 도울 수 있다.
양쪽 팀은 결국 퀸에게 붙잡히지만, 크리스와 수지는 탈출에 성공하여 버들리를 설득해 편을 바꾸게 하고 랄세이와 재회한다. 퀸은 빛의 세계에 사는 누구나 ‘결의’라는 힘으로 어둠의 샘을 열 수 있으며, 자신은 노엘에게 이를 강요하고 있다고 밝힌다. 퀸은 거대한 기계를 이용해 파티를 위협하며 노엘에게 명령에 따르라 하지만, 노엘은 거부한다. 퀸은 자신의 잘못을 깨닫고 노엘에게 원하는 세상을 스스로 선택하라고 말한다. 버들리는 어둠의 샘을 만들려 하지만, 랄세이는 샘을 너무 많이 열 경우 ‘포효’라 불리는 대재앙이 일어나 세계가 어둠에 잠길 것이라 경고한다. 결국 크리스가 어둠의 샘을 봉인한다.
네 명은 컴퓨터실에서 깨어나고, 노엘과 버들리는 모든 일이 꿈이었다고 믿는다. 수지는 크리스를 집까지 데려다주고, 토리엘에게서 하룻밤 머물러 달라는 초대를 받는다. 모두가 잠든 뒤, 크리스는 다시 한 번 자신의 영혼을 꺼내 자물쇠에 잠그고, 현관문을 열어 텔레비전을 켠 뒤 거실에 칼로 어둠의 샘을 만든다. 화면은 점차 검게 변하고, 정적인 화면 위에 미소가 떠오른다.
대체 경로
플레이어가 노엘에게 적들을 마법으로 얼리도록 강요할 경우, 흔히 ‘스노우그레이브’ 또는 ‘제노사이드’ 경로로 불리는 대체 경로가 발생한다(내부적으로는 ‘이상한’ 또는 ‘사이드 B’ 경로로 지칭된다). 노엘을 조종해 적들을 얼리게 만드는 행동이 계속되면서, 특히 버들리를 얼려야 했던 순간 이후로 그녀는 심리적으로 크게 흔들리고, 심신이 지쳐 퀸의 계획에 참여할 수 없게 된다. 이에 랄세이는 퀸에게 ‘포효’의 발생을 미리 알리며 퀸과의 전투를 막고, 크리스는 혼자서 샘을 봉인하기 위해 나선다. 한편 퀸이 버들리를 찾는 사이 저택을 장악하고 자신을 업그레이드한 스팸톤은 크리스의 봉인을 막으려 하지만, 노엘에게 얼려지고 만다. 빛의 세계에서는 버들리가 의식을 잃은 채 발견되며, 이후 노엘은 어둠의 세계가 정말 꿈이었는지 의문을 품게 된다. 이 경로는 일반 경로와 마찬가지로 크리스가 어둠의 샘을 여는 장면으로 끝난다.

### 챕터 3: 늦은 밤(Late Night)
크리스와 수지는 토리엘의 거실을 배경으로 한 어둠의 세계에서 깨어난다. 랄세이와 다시 만나자, 그는 어둠의 세계가 환상에 불과하며, 다크너들은 다양한 무생물들이 변형된 존재임을 밝힌다. 그때, 토리엘의 텔레비전을 의인화한 ‘테나’가 등장하여 게임쇼 진행자 역할을 하며 세 사람의 대화를 방해한다. 그는 이들을 강제로 여러 미니게임 형식의 경쟁 프로그램에 출연시키며 게임을 계속하게 만든다.
계속된 게임 속에서, 이들은 거대한 장난감 캡슐 안에 감금된 토리엘을 발견한다. 파티는 테나에게 게임을 중단하고 토리엘을 돌려주며 샘을 봉인할 것을 요구하지만, 그는 거절한다. 그 이유로는 노엘의 아버지 입원, 토리엘과 아스고어의 이혼, 아스리엘의 대학 진학 등으로 인해 드리머 가족이 점차 텔레비전을 보지 않게 되면서 자신이 버림받았다는 상실감을 들었다. 또한, 2장에서 퀸이 언급한 ‘포효의 기사’가 샘을 닫지 않는 대가로 자신에게 의미를 부여해 주겠다고 약속했다고 말한다.
게임쇼의 '최종 도전'으로 치러진 전투 후, 랄세이와 수지는 테나를 위로하며 그가 이미 오랜 시간 드리머 가족에게 기쁨을 선사해 왔음을 알린다. 희망을 품게 된 테나는 갑작스러운 기습 공격을 받고, 포효의 기사에게 살해된 것으로 보이며, 토리엘 또한 납치당할 위기에 처한다.
파티는 포효의 기사와 맞서 싸우고, 승리한 뒤에는 호머타운의 경찰관 언다인에게 구조되어 샘을 봉인하지 않은 채로 크리스와 수지는 빛의 세계로 탈출한다. 두 사람은 이전에 봉인된 벙커로 달려가지만, 그 안에 새로운 어둠의 샘이 생성되어 있었다. 문이 닫히자 수지는 문을 두드리며 숨겨진 전자 키패드를 발견한다. 수지는 토리엘을 구하기 위해 드리머 집으로 다시 달려가면서 크리스에게 함께 가자고 제안한다.

### 챕터 4: 예언(Prophecy)
다음 날, 크리스와 수지는 거실의 샘을 닫고 테나를 고친 뒤, 토리엘의 초대로 지역 교회의 예배에 참석하게 된다. 두 사람은 이를 계기로 마을 사람들에게 벙커에 대해 물으며 정보를 수집하고, 결국 가장 유력한 단서가 노엘의 어머니이자 마을 시장인 캐럴 홀리데이에게 있다는 결론에 도달한다. 그들은 노엘을 설득해 공부를 핑계로 집에 초대받고, 홀리데이 가족의 집을 조사한다.
크리스는 실종된 노엘의 언니 디셈버의 방에서 기타를 발견하고, 그 안에 숨겨진 자물쇠의 비밀번호가 적힌 쪽지를 찾아낸다. 하지만 플레이어가 내용을 읽기 전에, 크리스는 자신의 영혼을 뽑아내면서 메시지를 방해한다. 플레이어는 영혼을 조작해 집의 환풍구를 통해 이동하며, 크리스가 정체불명의 인물과 통화하는 장면을 목격한다. 상대방은 수지가 기타를 발견하지 못하게 하라고 지시하지만, 수지는 결국 기타를 찾는다. 그 순간 캐럴이 귀가하고, 수지를 집에서 내쫓는다.
귀가하려던 크리스와 수지는 집 문이 잠겨 있는 것을 발견하고, 열쇠를 얻기 위해 교회로 돌아간다. 그러나 교회 안에는 새로운 어둠의 세계가 생성되어 있고, 두 사람은 토리엘을 구하기 위해 그곳에 들어간다. 그곳에는 랄세이가 언급한 어둠의 샘의 예언이 스테인드글라스로 묘사되어 있다. 그 안에서 ‘노인’이라 불리는 몬스터를 만나며, 수지는 그의 도움으로 자신감을 얻는다. 이들은 샘을 봉인하지만, 어둠의 세계는 전실에만 국한되어 있고, 잠긴 문 너머 본당에도 또 다른 세계가 있음을 알게 된다.
수지는 노인이 교회의 신부였던 인물의 유품에서 태어난 어둠너라는 사실을 알게 되며, 문을 열기 위한 실마리를 찾기 위해 또 하나의 어둠의 샘을 만든다. 그러나 새로 생겨난 어둠너는 적대적이었고, 크리스와 수지는 그와 싸우게 된다. 랄세이가 나타나 그들을 구하며, 이들은 결국 문을 열고 어둠의 세계 깊숙이 진입해 ‘기사’를 마주한다. 기사는 또 하나의 샘을 열고, 이는 ‘포효’의 전조인 ‘타이탄’으로 변한다.
일행은 타이탄과 싸우며, 뜻밖에도 노인의 도움을 받아 이를 쓰러뜨린다. 그러나 수지는 홀로 노인을 찾아가 예언의 일부가 담긴 유리창을 보고, 랄세이가 숨기려 했던 내용을 발견한 뒤 그것을 깨뜨린다. 플레이어는 그 내용을 확인하지 못한다. 샘을 봉인한 뒤 일행은 집으로 돌아오고, 수지는 예언에 저항할 수 있다는 자신의 믿음을 밝히며 귀가한다.

### 우회 경로
제2장에서, 플레이어는 일반적으로 스노우그레이브 또는 제노사이드 루트로 알려져 있으며, 내부적으로는 위어드 혹은 사이드 B 루트로 지칭되는 대체 루트를 시작할 수 있다. 이 루트는 노엘에게 마법을 사용하여 적을 얼리도록 강요함으로써 진행되며, 이는 보통 숨겨진 보스전으로 이어지는 선택적 사이드퀘스트에서 등장하는 스팸 봇, 스팸튼의 협조를 통해 이루어진다.
플레이어가 노엘에 대한 조작을 계속할 경우, 그녀는 결국 버들리마저 얼리게 되며, 그 결과 자신이 저지른 행동에 큰 충격을 받고 심신이 지쳐 퀸의 계획에 더 이상 동참하지 못하게 된다. 이에 대해 랄세이는 퀸에게 사전에 로어링에 관한 정보를 전달함으로써, 그녀와의 전투를 사전에 방지한다. 한편, 스팸튼은 저택을 장악하고 스스로를 강화하여 크리스를 저지하고자 하나, 결국 크리스가 샘을 봉인하는 과정에서 노엘에 의해 얼어붙는다.
현실 세계에서는 반응이 없는 버들리가 발견되며, 이후 노엘은 다크 월드의 경험이 정말 꿈이었는지를 스스로에게 되묻게 된다. 이 루트의 결말은 일반 루트와 동일하게, 크리스가 다크 파운틴을 여는 장면으로 마무리된다.
해당 루트를 진행한 경우, 제4장에서 버들리가 여전히 생존해 있으나 혼수상태에 빠져 있으며, 크리스에 의해 병원으로 옮겨졌다는 사실이 게임 밖 연출로 암시된다. 이후 크리스와 수지는 노엘의 집을 방문하게 되며, 플레이어가 데스의 기타 안쪽에 숨겨진 쪽지를 읽으려 시도하고, 크리스가 자신의 영혼을 제거한 직후, 노엘은 크리스에게 개인적으로 대화를 나눌 수 있겠느냐고 요청한다.
플레이어가 환기구를 통해 노엘의 방을 빠져나오면, 노엘과 크리스 간의 대화를 엿듣게 되며, 이윽고 방 안으로 들어가 크리스를 조작하여 노엘을 안심시키거나, 혹은 그녀가 다크 월드에서 착용하였던 반지를 다시 끼도록 설득할 수 있다. 후자의 선택지를 택할 경우, 크리스는 자신의 영혼을 욕실 쓰레기통에 내던지고 격렬히 파괴한다.
그 이후의 전개는 대체로 기존과 유사하게 이어지며, 제4장의 마지막에서는 캐롤로부터 전화가 걸려와, 노엘이 다음 날 열릴 축제에서 크리스를 만나기를 고대하고 있다는 소식이 전해진다.

## 개발 및 출시
델타룬의 아이디어는 2011년 대학 시절 토비 폭스가 겪은 열병성 꿈에서 비롯되었다. 꿈 속에서 그는 한 비디오 게임의 결말을 보았고, 이를 반드시 구현하겠다고 결심했다. 또한 폭스는 예술가 카노타인즈가 텀블러에 올린 여러 트럼프 카드 디자인에서도 영감을 받았다. 게임 개발은 2012년에 시작되었으나, 첫 번째 방을 완성하기 전에 중단되었다. 원래 프로젝트에서 작곡된 일부 음악은 언더테일에 재활용되었는데, 특히 메인 전투 테마는 파피루스의 전투곡 ‘보네트러슬’로, ‘조커 배틀’이라는 곡은 토리엘과의 싸움 음악 ‘하트에이크’로 사용되었다. 그래픽, 전투 시스템의 전면 개편, 그리고 폭스의 정신 상태 등 다양한 요인으로 인해 델타룬은 언더테일보다 제작이 훨씬 더 어려운 게임이 되었다.
이전에도 언더테일의 캐릭터 아트 작업을 도왔던 테미 챙이 델타룬의 주요 아티스트로 참여하여 캐릭터 디자인과 스프라이트, 애니메이션 제작을 담당했다. 수지 캐릭터의 디자인은 폭스가 ‘피닉스 라이트: 에이스 어토니’ 게임을 플레이하면서 착안했다. 처음에는 마야 페이를 모델로 삼아 ‘상냥하고 귀여운’ 이미지를 구상했으나, 디자인이 진행되면서 점차 ‘거친 스타일’로 변모했다. 폭스는 본래 이름 없는 캐릭터에게는 불 속성 마법을 부여할 계획이었으나, 첫 번째 장에는 포함하지 않기로 결정했다.
델타룬은 게임메이커 스튜디오 2를 사용해 개발되었다. 전투 시스템은 파이널 판타지 시리즈와 유사한 새로운 방식으로 구성되어 있으며, 언더테일의 전투 시스템(마더 시리즈와 유사)과는 확연히 차별화된다. 일부 음악은 완전히 새로 작곡되었지만, 언더테일 사운드트랙의 일부를 포함하기도 한다. 언더테일과 달리, 폭스는 델타룬이 단 하나의 결말만을 갖도록 계획하고 있다고 밝혔다.

### 음악
폭스는 본 게임 음악의 주된 작곡가로 활동하고 있다. 일부 곡은 완전히 새로이 창작된 것이나, 언더테일 사운드트랙의 모티프를 일부 차용하기도 하였다. 본 음악은 주로 게임 각 장과 함께 발매되는 다수의 사운드트랙 앨범으로 구성되어 있다. 해당 앨범에는 로라 시기하라, 레나 레인, 마시 네이버스, 이토키 하나 등이 게스트로 참여하였다. 각 앨범은 Materia Collective의 출판으로 발매되었다.

### 초반부
토비 폭스는 이전 날 언더테일과 관련된 무언가를 암시한 뒤, 2018년 10월 31일 델타룬의 첫 번째 장을 무료로 공개했다. 처음에는 ‘설문 조사 프로그램’으로 위장했으나, 언더테일을 완수한 사람들을 위한 게임으로 소개되었다. 언더테일보다 더 큰 프로젝트를 구상하고 있었기에, 전체 게임을 하나의 패키지로 출시하기 위해 팀을 꾸려야 한다고 밝혔다.
2018년 11월에는 팡게이머(Fangamer)와 협력해 티셔츠, 포스터, 봉제 인형, 배지 세트, 열쇠고리, 그리고 델타룬 1장의 사운드트랙을 CD와 비닐로 제작하는 굿즈가 발표되었다.
2019년 2월 13일 닌텐도 다이렉트에서 델타룬 1장이 2월 28일 닌텐도 스위치로 출시된다는 소식이 전해졌다. 이어 2월 21일에는 공식 플레이스테이션 트위터 계정을 통해 같은 날 플레이스테이션 4 버전도 출시된다는 발표가 있었다. 닌텐도 스위치와 플레이스테이션 4 버전은 8-4사가 개발 및 배급을 맡았다.

### 유료 발매와 이후 콘텐츠
초기에는 세 번째, 네 번째, 다섯 번째 장을 모두 완성한 후 하나의 유료 타이틀로 출시할 계획이었다. 2022년까지 이들 장의 작업이 동시에 진행되고 있었다. 2023년 9월에는 세 번째 장을 처음부터 끝까지 플레이할 수 있는 버전이 완성되었다. 그러나 개발이 장기화됨에 따라, Fox는 다음 달 유료 초기 발매에는 세 번째와 네 번째 장만 포함될 것임을 발표하였다.
2024년 초에는 Robert Sephazon을 프로듀서로 영입하였으며, 그의 팀은 네 번째 장의 주요 콘텐츠를 9월 1일까지 완성하는 내부 마감일을 정했고, 이를 달성하였다. 손목 문제로 인해 Fox는 이 시점부터 음성 인식 소프트웨어를 활용하여 텍스트를 입력하고, 프로그래밍 작업은 다른 팀원들에게 의존하였다.
2024년 후반에 Fox는 다음 두 장이 현지화 작업과 콘솔 이식 작업을 진행 중이며, 내년에 출시될 예정임을 밝혔다. 또한 다섯 번째 장의 제작도 시작되었다고 전하였다. 개발이 진행되는 동안, 게임 전체의 흐름을 개선하기 위해 세 번째 장의 일부 콘텐츠가 삭제되기도 하였다.
2025년 4월 닌텐도 스위치 2 Direct에서 Deltarune의 유료 버전이 스위치 2의 런칭 타이틀로 2025년 6월 5일에 출시될 것임이 발표되었다. 5월 9일, Fox는 PS4, 스위치, PS5, PC 버전의 출시가 2025년 6월 4일 서구권에서, 그리고 일본에서는 6월 5일 자정에 이루어질 것이라고 알렸다.
유료 버전에는 첫 네 개의 장이 포함되며, 이후의 콘텐츠는 무료 업데이트 형태로 제공될 예정이다. 게임 메뉴에는 총 일곱 개의 장이 표시되어 있다. 네 번째 장의 크레딧에는 다음 장이 2026년에 출시될 것임이 명시되어 있다.

## 시스템
《델타룬》는 전작 《언더테일》과 마찬가지로 탑뷰 형식의 롤플레잉 게임이다. 플레이어는 '크리스'라는 이름의 인간 캐릭터를 조작하여 이야기를 진행하며, 전투 시에는 동료 캐릭터의 행동이나 장비 변경 등도 선택할 수 있다.
게임에는 퍼즐 요소가 포함되어 있으며, 특히 이번 작품에서는 필드 상에서 적의 공격을 피하면서 하트 모양 커서를 박스 형태의 공간 내에서 이동시키는 새로운 시스템이 도입되었다. 이는 전작에는 없었던 방식이다.
《언더테일》과 달리 챕터 1 기준으로는 엔딩에 큰 분기점이 존재하지 않는다. 랜덤 전투 시스템은 폐지되어, 플레이어가 필드에서 적의 모습을 직접 확인하고 회피할 수 있도록 변경되었다.
전투는 턴제 방식으로 진행된다. 플레이어는 매 턴마다 '공격', '행동', '마법', '아이템', '놓아주기', '방어'의 여섯 가지 행동 중 하나를 선택할 수 있다. 이 중 ‘행동’은 주인공 크리스만 사용할 수 있으며, 대화를 시도하거나 다양한 상호작용을 통해 전투를 평화적으로 종료할 수도 있다.
이번 작품에서 새롭게 추가된 시스템으로는, 적의 공격을 아슬아슬하게 회피하면 텐션 포인트(TP, Tension Points) 게이지가 상승하는 기능이 있다. 이 TP를 사용하면 파티 멤버가 마법을 사용할 수 있게 된다. 예를 들어, 랄세이는 지친 적을 잠들게 하는 ‘슬립’과 같은 마법을 사용할 수 있다.
파티 멤버의 체력이 0이 되면 전투 불능 상태가 되며, 일정 시간 후 체력이 1까지 자동 회복된다. 아이템이나 랄세이의 ‘치유의 노래’ 등으로도 회복이 가능하다. 파티원 세 명 모두의 체력이 0이 되면 게임 오버가 된다.
챕터 1에서 제시되는 게임의 목표 중 하나는 "싸움을 피하고 몬스터를 놓아주며 도와주는 것"이다. 그러나 초반에는 플레이어가 조작할 수 없는 수지가 적을 놓아주기는커녕 무차별적으로 공격해 버리기 때문에, 이 목표를 이루려면 크리스가 '행동' 명령을 통해 수지의 공격을 사전에 경고해야 한다.
챕터 2부터는 크리스 외에도 랄세이, 수지 등 다른 동료들도 '행동' 명령을 사용할 수 있게 된다. 다크너(적)를 얼마나 놓아주었느냐에 따라 동료가 되기도 하고, 반대로 공격을 가해버린 적은 동료가 되지 않거나(Lost 상태), 적을 쓰러뜨림으로써 아군이 강해지는 등 다양한 시스템이 새롭게 추가된다.

## 반응

### 《언더테일》과 차이
《델타룬》 챕터 1은 공개 이후 《언더테일》과 비교하는 반응이 많이 나타났다. Kotaku의 제이슨 슈라이어와 Rock, Paper, Shotgun의 도미닉 타라슨은 긍정적인 평가를 내렸다. 슈라이어는 《언더테일》의 요소들이 더 세련되게 다듬어졌다고 평가하며, 이를 "상쾌한 귀환"이라고 표현했다. 타라슨 역시 이에 동의하며, 《델타룬》은 "더 높은 예산으로 제작된 작품"이라고 언급했다.
반면, Nintendo Life의 미치 보겔은 비교적 비판적인 입장을 보였다. 그는 《언더테일》이 처음 나왔을 때의 참신함을 떠올리며, 《델타룬》은 단지 같은 것을 반복하는 듯한 인상을 주었고, 그 점이 다소 실망스러웠다고 평했다.

### 초기 챕터
《델타룬》 챕터 1은 공개 직후 언더테일과 많은 비교를 받았다. 여러 평론가들은 게임 전반의 요소들이 더 정교하게 다듬어졌으며, 일부는 상업적인 완성도 면에서도 이전보다 향상된 작품이라고 평가했다. 다만, 일부에서는 게임의 구조나 방식이 크게 달라지지 않아 참신함이 부족하다는 지적도 있었다.
챕터 1에서 가장 많은 호평을 받은 요소 중 하나는 음악이었다. 감성적이고 탄탄한 구성의 사운드트랙은 한 명의 작곡가가 만든 것으로는 인상적이라는 평가를 받았으며, 주요 게임 음악 시상식 후보에 오르기도 했다. 특히 기존 테마를 응용한 모티브 사용이 스토리와 잘 어우러졌다는 점이 주목되었다.
시각적 측면에서도 전작보다 픽셀 아트가 더 세밀하고 표현력이 높아졌다는 긍정적인 평가가 있었으며, 간결한 표현으로도 인물들의 개성을 잘 전달했다는 점이 장점으로 꼽혔다. 전투 시스템은 전작의 기조를 유지하면서도 유기적으로 확장되어 좋은 반응을 얻었지만, 일부 구간은 다소 단조롭다는 비판도 있었다.
게임의 유머 감각은 챕터 1의 특징 중 하나로 자주 언급되었다. 재치 있고 풍자적인 대사와 캐릭터 표현은 많은 이들에게 인상 깊게 다가왔으며, 새로운 등장인물들 또한 개성 있고 매력적이라는 평가를 받았다. 다만, 일부 평론가는 어두운 세계관의 구현이 일관성이 부족하다고 보았고, 몇몇 구간은 디자인 면에서 다소 평범하거나 시각적으로 부족하다는 비판도 제기되었다. 저장 지점의 간헐적인 배치 역시 불편 요소로 지적되었다.
챕터 2는 더욱 높은 완성도를 보여주며 긍정적인 평가를 받았다. 많은 이들이 이를 본편 게임에 가까운 품질로 간주했으며, 다음 장의 출시를 더욱 기대하게 만든다는 반응이 있었다. 스토리는 전작보다 방향성이 명확해졌고, 플레이어의 선택이 인물들의 운명에 영향을 줄 수 있다는 점이 강조되었다. 챕터 2의 세계는 전반적으로 따뜻하게 느껴졌지만 동시에 도전적인 요소도 존재하며, 유머 감각은 여전히 살아 있었다. 또한 도덕성과 윤리에 대한 질문을 더욱 복잡하게 다루며, 전작과의 연속성을 유지하면서도 새로운 이야기 전개를 이어갔다.

### 유료 출시
유료 버전의 초창기판인 1~4장으로 구성된 델타룬은 여러 평론가들로부터 긍정적인 평가를 받았다. 일부 평론가들은 이 작품을 매우 인상 깊은 경험이라 평가하며, 작가의 독특한 스타일이 잘 드러난 표현이라고 칭찬했다. 추가된 장들은 기다릴 가치가 있었으며, 유머와 감동이 조화롭게 어우러져 있을 뿐 아니라 더욱 다듬어진 완성도와 도전 요소, 그리고 여러 흥미로운 질문들을 담고 있다는 평이 있었다.
전투 디자인에 대해서는 위험을 감수하는 시도가 많았으나 대부분 성공적이었다는 평가가 이어졌다. 전투마다 다양성과 창의성이 돋보이며, 일부 후반부 전투는 익히는 데 시간이 필요하지만 그만큼 보람이 있다는 의견도 있었다. 다만 일부 기기에서는 특정 공격이 회피하기 어려워 난이도 조절에 아쉬움이 있다는 지적도 있었다.
그래픽 및 아트 방향성에 대해서는 높은 평가가 주어졌다. 전반적으로 눈길을 끄는 비주얼이며, 전작보다 스프라이트와 색감, 애니메이션 면에서 더욱 풍부해졌다는 평가가 많았다. 작가가 음악도 직접 담당하여 뛰어난 사운드트랙이 게임의 분위기를 한층 살려주었다는 점도 긍정적으로 평가되었다. 다만 일부 구간은 너무 어두워 탐험이 어려웠다는 비판도 있었다.
스토리 역시 평단의 호평을 받았다. 추가된 장들은 이전 이야기의 감정을 더욱 깊고 의미 있게 확장하였으며, 등장인물들은 실제 친구처럼 느껴질 정도로 입체적이고 개성 있게 그려졌다. 이야기 전개에는 숨겨진 긴장감과 아름다움, 예측 불가능성이 존재하며, 플레이어와 조작하는 캐릭터 간의 관계에 대해 생각할 거리를 제공한다는 평가도 있었다. 다만 일부 평론가는 이야기 전개의 일부 구간이 다소 산만하거나 진전보다는 일종의 우회로 느껴졌다는 점을 지적하였다.

### 이용자 수 및 매출
《델타룬》의 1, 2장이 포함된 데모 버전이 공개된 이후, 스팀에서 동시 접속자 수가 약 10만 명에 달하며, 이는 《언더테일》의 역대 최고 기록을 훨씬 뛰어넘는 수치였다. 이후 유료로 출시된 3, 4장은 약 13만 명의 동시 접속자를 기록하며 데모의 최고치보다도 높은 인기를 누렸다. 또한 《델타룬》은 3, 4장 출시 초기 스팀 플랫폼에서 매출 면에서도 상위권에 들며 큰 성공을 거두었다.

### 유머
Polygon의 알레그라 프랭크는 《델타룬》의 유머 감각이 작품의 주요 특징 중 하나라고 평가했다. 미치 보겔도 이에 동의하며, 유머를 ‘기지 넘친다’고, 스토리를 ‘설득력 있다’고 표현했다. 마이클 하이엠은 “재치 있는 문장과 기발한 농담, 무의미하면서도 부조리한 유머가 어우러져 플레이어의 얼굴에 미소를 끊임없이 선사할 것”이라고 평했다.
한편, 미첼 파턴과 도미닉 타라슨은 캐릭터 디자인에 주목했다. 타라슨은 “신선하고 사랑스러운 캐릭터들의 집합”이라고 칭찬했으며, 파턴은 이들의 디자인이 “명백히 귀여운 모습에서부터 악몽처럼 불길한 모습까지 다양하다”고 평가했다.

### 그외 기타
보겔은 다크 월드의 표현에 대해 비판적인 입장을 보였다. 《언더테일》보다 약간 시각적으로는 개선되었음에도 불구하고, "전체적인 완성도나 다크너들이 실제로 생활하고 있다는 느낌이 거의 들지 않는다"고 지적했다. 또한 "드문드문 꾸며진 복도에는 흥미로운 디자인이나 연출이 거의 없다"고 평가하며, 결국 "아쉽게도 《델타룬》은 시각적으로 그리 아름다운 게임이 아니다"라고 비판을 마무리했다.

## 등장 인물
플레이어는 인간 캐릭터인 크리스(Kris)의 컨트롤한다. 크리스는 몬스터와 사람이 공존하는 지구에 산다. 우연히 반 친구 수지와 다크월드(Dark World)로 떨어지게 되고, 랄세이를 만나게 된다. 그는 자신이 세계의 균형을 되찾게 될 영웅의 운명이라고 말한다.

## 언어
영어나 일본어를 공식되었지만, 한국어, 프랑스어, 러시아어 등 비공식으로 되어 있다.

## 같이 보기
- 언더테일
- 토비 폭스

## 참조

### 내용주
1. 1 2  콘솔판 이식 및 배급은 8-4가 담당.[1]
2. ↑  챕터 1 이후 토비 폭스를 주축으로 많은 개발자 및 게임 디자이너들이 참가함.[2][3]
3. ↑  레나 레인과 마시 네이버스가 챕터 2에서 작곡 도움.[3]
4. ↑  챕터 1에선 게임메이커 스튜디오 2 사용.[4] 챕터 2에선 타 엔진 사용.[3]
5. ↑  일본어 원제: デルタルーン